# 18 ربيع الآخر
- السبت
- الأحد
- الاثنين
- الثلاثاء
- الأربعاء
- الخميس
- الجمعة

- 2528 سبتمبر 2024
- 2629 سبتمبر 2024
- 2730 سبتمبر 2024
- 281 أكتوبر 2024
- 292 أكتوبر 2024
- 303 أكتوبر 2024
- 14 أكتوبر 2024
- 25 أكتوبر 2024
- 36 أكتوبر 2024
- 47 أكتوبر 2024
- 58 أكتوبر 2024
- 69 أكتوبر 2024
- 710 أكتوبر 2024
- 811 أكتوبر 2024
- 912 أكتوبر 2024
- 1013 أكتوبر 2024
- 1114 أكتوبر 2024
- 1215 أكتوبر 2024
- 1316 أكتوبر 2024
- 1417 أكتوبر 2024
- 1518 أكتوبر 2024
- 1619 أكتوبر 2024
- 1720 أكتوبر 2024
- 1821 أكتوبر 2024
- 1922 أكتوبر 2024
- 2023 أكتوبر 2024
- 2124 أكتوبر 2024
- 2225 أكتوبر 2024
- 2326 أكتوبر 2024
- 2427 أكتوبر 2024
- 2528 أكتوبر 2024
- 2629 أكتوبر 2024
- 2730 أكتوبر 2024
- 2831 أكتوبر 2024
- 291 نوفمبر 2024
- 302 نوفمبر 2024
- 13 نوفمبر 2024
- 24 نوفمبر 2024
- 35 نوفمبر 2024
- 46 نوفمبر 2024
- 57 نوفمبر 2024
- 68 نوفمبر 2024

18 ربيع الآخر أو 18 ربيع الثاني أو يوم 18 \ 4 (اليوم الثامن عشر من الشهر الرابع) هو اليوم السابع بعد المائة (107) من أيَّام السنة (أو الثامن بعد المائة لو كان شهر صفر مُتممًا لليوم الثلاثين) وفق التقويم الهجري القمري (العربي). يبقى بعده 247 أو 248 يومًا لانتهاء السنة.

## أحداث
- 20 هـ - سقوط حصن بابليون في يد عمرو بن العاص بعد حصار دام نحو سبعة أشهر، وكان سقوطه إيذانًا بفتح مصر، ودخول الإسلام فيها.
- 1338 هـ - قيام منظمة عصبة الأمم رسميًّا، وهي منظمة دولية سامية، أنشئت عقب الانتهاء من الحرب العالمية الأولى، وكان الغرض منها حفظ السلام الدولي، والتسوية السلمية للمنازعات الدولية.
- 1365 هـ - الملك الأردني عبد الله الأول يدعو إلى إحياء مشروع «سوريا الكبرى» الذي يضم الأردن وسوريا ولبنان، إلا أن مجلس الشعب السوري رفض هذا المشروع.
- 1381 هـ - سوريا تعلن انفصالها عن الجمهورية العربية المتحدة بعد ثورة عسكرية قادها عبد الكريم النحلاوي.
- 1389 هـ - قيام القوات المسلحة السودانية بالاستيلاء على السلطة في السودان بقيادة جعفر النميري الذي تولى الرئاسة السودانية.
- 1406 هـ - الرئيس السوري حافظ الأسد يجتمع مع ملك الأردن الحسين بن طلال في دمشق بعد قطيعة دامت ست سنوات.
- 1408 هـ -
  - بدء الإنتفاضة الفلسطينية الأولى.
  - تونس تعيد علاقاتها مع مصر.
- 1425 هـ -
  - محكمة إسرائيلية تحكم على مروان البرغوثي بالمؤبد خمس مرات إضافة إلى 40 سنة إضافة على أحكام المؤبد.
  - مقتل مصور قناة بي بي سي في الرياض من قبل مسلحين بسيارة مسرعة أثناء تصويره منزل أحد منتسبي تنظيم القاعدة.
- 1427 هـ - مجلس الأمة الكويتي يوافق على مشروع إعطاء حق الانتخاب والترشيح للمرأة الكويتية وذلك بموافقة 35 عضوًا من أصل الحضور الذي قدر عدده بـ59 عضو فيما رفضه 23 عضو وإمتنع عضو واحد عن التصويت.
- 1438 هـ - تحطم طائرة شحن دولية تابعة للخطوط الجوية التركية بالقرب من مطار مناس الدولي، بيشكك يسفر عن مقتل 4 أشخاص من طاقم الطائرة و33 آخرين.
- 1439 هـ - منتخب عمان يُتَوَّج بلقب كأس الخليج العربي في النسخة الثالثة والعشرين بعد فوزه على منتخب الإمارت.
- 1441 هـ - مقتل 6 أفراد على الأقل واعتقال آخرين في احتجاجات ضد تعديل قانون المواطنة في الهند بسبب التمييز الديني.
- 1443 هـ - الهلال السعودي يُتوَّج بلقب دوري أبطال آسيا بعد فوزه على نادي بوهانغ ستيلرز في نهائي دوري أبطال آسيا 2021.

## مواليد
- 1349 هـ - صالح سليم، ممثل ولاعب كرة قدم مصري.
- 1367 هـ - بدرية عبد الجواد، ممثلة مصرية.
- 1370 هـ - محمد العرابي، وزير خارجية مصر.
- 1384 هـ - محمد الخياري، ممثل مغربي.
- 1390 هـ - ميشال ألفتريادس، موسيقي وسياسي لبناني.
- 1396 هـ - ناصر درويش، لاعب كرة قدم كويتي.
- 1405 هـ - بدر المطوع، لاعب كرة قدم كويتي.
- 1412 هـ - سمر الزاكي، ممثلة بحرينية.

## وفيات
- 1409 هـ - تقي الدين الصلح، رئيس وزراء لبنان.
- 1422 هـ - عبد العزيز فهد المساعيد، سياسي وإعلامي كويتي.
- 1427 هـ - عبد الله زكريا الأنصاري، أديب كويتي.
- 1428 هـ -
  - عبد المجيد بن عبد العزيز آل سعود، أمير منطقة مكة المكرمة الأسبق والابن الثالث والثلاثون من أبناء الملك عبد العزيز.
  - حسن الكرمي، أديب وإعلامي فلسطيني.
- 1435 هـ - أنسي الحاج، شاعر لبناني.
- 1436 هـ - آسيا جبار، روائيَّة جزائريَّة.
- 1438 هـ - ممتاز البحرة، فنان تشكيلي ورسام كاريكاتير سوري.

## وصلات خارجية
- موقع قصة الإسلام: حدث في شهر ربيع الأوَّل.